# Finale de la Supercoupe d'Espagne de football 2021-2022
La finale de la Supercoupe d'Espagne de football 2021-2022 a décidé du vainqueur de la Supercoupe d'Espagne de football 2021-2022, la 38e édition de la compétition annuelle de la compétition de football d'Espagne. 
Le match se joue le 16 janvier 2022 au Stade international King Fahd de Riyad, en Arabie saoudite. Le match est un choc entre l'Athletic Bilbao, finaliste de la Coupe du Roi 2020-21, et le Real Madrid, vice-champion de la Liga 2020-2021. C'est la première fois que les deux clubs se rencontrent pour concourir directement pour un trophée, depuis la finale de la Coupe d'Espagne 1958.
Bilbao a remporté sa demi-finale face à l'Atlético Madrid 2-1 et le Real Madrid s'est imposé face au FC Barcelone 3-2.
Le Real Madrid remporte la finale 2-0 pour ce qui constitue son 12e titre de Supercoupe d'Espagne.

## Équipes
| Équipe          | Qualification pour le tournoi          | Apparitions précédentes en finale (le gras indique les gagnants)                                         |
| --------------- | -------------------------------------- | --- |
| Athletic Bilbao | Finaliste de la Coupe du Roi 2020-2021 | 5 (1983, 1984, 2009, 2015, 2020-2021)                                                                    |
| Real Madrid     | Vice-champion de la Liga 2020-2021     | 16 (1982, 1988, 1989, 1990, 1993, 1995, 1997, 2001, 2003, 2007, 2008, 2011, 2012, 2014, 2017, 2019-2020) |

## Feuille de match
| Match 3                     | Athletic Bilbao | 0 - 2 | Real Madrid                               | Stade international King Fahd, Riyad | |
| 16 janvier 2022 19h30 UTC+1 |                 |       | 38e Modrić (Rodrygo) · 52e (pen.) Benzema | Spectateurs : 30 000 Diffuseur : L'Équipe Arbitrage : César Soto Grado (es) Arbitres assistants : Raúl Cabañero Martínez (es) José Gallego García Quatrième arbitre : Isidro Díaz de Mera Escuderos (es) Arbitre vidéo : David Medié Jiménez (es) Arbitres assistants vidéo : Javier Alberola Rojas (es) | Spectateurs : 30 000 Diffuseur : L'Équipe Arbitrage : César Soto Grado (es) Arbitres assistants : Raúl Cabañero Martínez (es) José Gallego García Quatrième arbitre : Isidro Díaz de Mera Escuderos (es) Arbitre vidéo : David Medié Jiménez (es) Arbitres assistants vidéo : Javier Alberola Rojas (es) |

| Athletic Bilbao | Real Madrid |

| G             | 1         | Unai Simón         |     |     |
| DD            | 18        | Óscar de Marcos    |     |     |
| DC            | 5         | Yeray Álvarez      | 90e |     |
| DC            | 4         | Íñigo Martínez     |     |     |
| DG            | 24        | Mikel Balenziaga   |     | 58e |
| MD            | 7         | Álex Berenguer     |     | 46e |
| MC            | 14        | Dani García        | 77e |     |
| MC            | 19        | Oier Zarraga       |     | 58e |
| MG            | 10        | Iker Muniain       |     | 81e |
| AT            | 8         | Oihan Sancet       |     | 58e |
| BU            | 9         | Iñaki Williams     |     |     |
| Remplaçants : |           |                    |     |     |
| G             | 26        | Julen Agirrezabala |     |     |
| DC            | 12        | Daniel Vivian      |     |     |
| DD            | 15        | Iñigo Lekue        |     |     |
| DG            | 17        | Yuri Berchiche     |     | 58e |
| DD            | 21        | Ander Capa         |     |     |
| MC            | 2         | Álex Petxarroman   |     |     |
| MC            | 6         | Mikel Vesga        |     | 58e |
| MC            | 23        | Peru Nolaskoain    |     |     |
| MC            | 33        | Nico Serrano       |     | 81e |
| AT            | 22        | Raúl García        |     | 58e |
| AT            | 30        | Nico Williams      |     | 46e |
| Entraîneur :  |           |                    |     |     |
| Marcelino     | Marcelino | Marcelino          | 51e |     |

| G               | 1  | Thibaut Courtois  |     |       |
| DD              | 17 | Lucas Vázquez     |     | 90+1e |
| DC              | 3  | Éder Militão      | 87e |       |
| DC              | 4  | David Alaba       |     |       |
| DG              | 23 | Ferland Mendy     |     |       |
| MDC             | 14 | Casemiro          |     |       |
| MC              | 8  | Toni Kroos        |     |       |
| MC              | 10 | Luka Modrić       |     |       |
| AD              | 21 | Rodrygo           |     | 64e   |
| AT              | 9  | Karim Benzema     |     |       |
| AG              | 20 | Vinícius Júnior   |     | 86e   |
| Remplaçants :   |    |                   |     |       |
| G               | 13 | Andriy Lunin      |     |       |
| G               | 40 | Toni Fuidias      |     |       |
| DC              | 6  | Nacho             |     | 90+1e |
| DG              | 12 | Marcelo           |     | 86e   |
| MC              | 15 | Federico Valverde |     | 64e   |
| MC              | 19 | Dani Ceballos     |     |       |
| MOC             | 22 | Isco              |     |       |
| MC              | 25 | Eduardo Camavinga |     |       |
| AG              | 7  | Eden Hazard       |     |       |
| BU              | 16 | Luka Jović        |     |       |
| Entraîneur :    |    |                   |     |       |
| Carlo Ancelotti |    |                   |     |       |

| Homme du match : Luka Modrić |